# کامبیز غفوری
کامبیز غفوری (متولد ۱۹۷۷ میلادی، ساری، ایران) نویسنده، روزنامه‌نگار مستقل، پژوهشگر، نویسنده و فعال حقوق بشر ایرانی  فنلاندی  است که در کشور فنلاند زندگی می‌کند. کامبیز غفوری سال ۲۰۰۶ میلادی ایران بدلیل تهدیدهای سازمانهای  امنیت جمهوری اسلامی ایران، ایران را ترک کرد. او مدتی در پراگ، پایتخت جمهوری چک، با بخش فارسی رادیو اروپای آزاد که رادیو فردا نام دارد، همکاری ‌کرد.   

کامبیز غفوری

## آثار و فعالیت رسانه‌ای
گزارش‌ها و یادداشت‌های غفوری در وب‌سایت‌های مختلفی مانند ایران‌وایر انگلیسی و فارسی، رادیو فردا انگلیسی، ایران اینترنشنال به فارسی، عربی و انگلیسی، بی‌بی‌سی فارسی، رادیو زمانه و تعداد دیگری از رسانه‌های ایرانی منتشر شده است.  
او به خاطر تخصصش در روزنامه‌نگاری تحقیقی شهرت یافته و منبع اصلی برای چندین گزارش مهم بوده است. از جمله:  
- افشای جزئیات عملیات تروریستی اسدالله اسدی به نقل از منابع اروپایی.  
- گزارش مفصل همراه با شاهد علوی در مورد علیرضا عسگری، سردار سپاه که به آمریکا پناهنده شد.  
- شناسایی هویت محمد داوودزاده لولویی، از متهمان ترور در دانمارک.  
- نخستین گزارش درباره دو ایرانی متهم به تلاش برای عملیات تروریستی در سوئد. رادیو رسمی سوئد دو سال بعد این گزارش را تأیید کرد.  
- شناسایی هویت پوششی یکی از متهمان ترور شاپور بختیار، از جمله فریدون بویراحمدی که با نام مستعار فرهاد مهدیار سال‌ها در ایران زندگی می‌کرد.  

## فعالیت‌های حقوق بشری

Kambiz Ghafouri's Statement in the European Parliament

کامبیز غفوری از اعضای سازمان حقوق بشر ایران، مستقر در نروژ است. او در چارچوب همکاری با این سازمان، در تهیه گزارش‌های سالانه درباره اعدام‌ها، ثبت موارد نقض حقوق بشر، و همکاری با شورای حقوق بشر سازمان ملل متحد فعالیت دارد. او همچنین در کنفرانس‌های بین‌المللی به عنوان سخنران یا گرداننده شرکت کرده است.کامبیز غفوری روز ششم مارس ۲۰۲۵ در جلسه‌ای در پارلمان اروپا نتیجه‌ی سال‌ها تحقیقاتش در مورد دستگاه ترور جمهوری اسلامی را به نمایندگان پارلمان توضیح و به سوالات آنان پاسخ داد.  

## شرکت تولیدات رسانه‌ای
پس از استعفا از رادیو فردا در سال ۲۰۲۰، غفوری فعالیت مستقل خود را ادامه داد و در سال ۲۰۲۲ شرکت KGM Media را در فنلاند تأسیس کرد.